# غوستاف هايندان ميلر
غوستاف هايندان ميلر (بالإنجليزية: Gustavus Hindman Miller)‏ هو شخصية أعمال أمريكي، ولد في 4 سبتمبر 1857، وتوفي في 12 ديسمبر 1929.